# Direct Rendering Infrastructure

The Linux graphics stack adheres to Mesa 3D

Direct Rendering Infrastructure (DRI) – element X Window System, pozwalający na bezpośrednią komunikację z kartą graficzną (pomijając X serwer). Wykorzystywany w celu sprzętowej akceleracji OpenGL (np. przez Mesę). 
Jednym z komponentów DRI, po stronie jądra systemu operacyjnego jest DRM.